# 日本基幹産業労働組合連合会
日本基幹産業労働組合連合会（にほんきかんさんぎょうろうどうくみあいれんごうかい、略称：基幹労連（きかんろうれん）、英語：Japan Federation of Basic Industry Worker's Union、略称：JBU）は、日本の産業別労働組合である。日本労働組合総連合会（連合）、全日本金属産業労働組合協議会（金属労協）に加盟している。

## 概要
金属産業関連労働組合のうち、鉄鋼、造船、非鉄鉱山、航空・宇宙、産業機械、製錬、金属加工、情報関連・物流産業を中心に結成している。
日本鉄鋼産業労働組合連合会（鉄鋼労連）、全国造船重機械労働組合連合会（造船重機労連）、全日本非鉄素材・エネルギー労働組合連合会（非鉄連合）が2003年9月に統合して発足した。
このうち非鉄連合は1996年8月に連合加盟の日本非鉄金属産業労働組合連合会（非鉄金属労連）と全国金属資源産業労働組合連合会（資源労連）、産別未加盟の三井金属労連の3組織が統合して発足した。
2014年9月には連合加盟の建設連合が加わった。

## 加盟組合
- 鉄鋼総合
  - 日本製鉄労働組合連合会
  - ＪＦＥスチール労働組合連合会
  - 全神戸製鋼労働組合連合会

- 普通鋼
  - 中山製鋼所労働組合
  - 合同製鐵労働組合
  - ＪＦＥ条鋼労働組合
  - 大阪製鐵労働組合
  - 中山鋼業労働組合連合会
  - 東京製鉄労働組合連合会
  - 新関西製鐵労働組合
  - 大谷製鉄労働組合
  - 中部鋼鈑労働組合
  - 三星金属工業労働組合
  - トピー工業労働組合
  - 北越メタル労働組合
  - 王子製鉄労働組合
  - 共英製鋼労働組合
  - トーカイ労働組合
  - 宇部スチール労働組合
  - 九州製鋼福岡工場労働組合
  - 東洋鋼鈑労働組合
  - 淀川製鋼所労働組合連合会
  - 日鉄鋼板労働組合
  - ＪＦＥ鋼板労働組合

- 特殊鋼

大同特殊鋼労働組合	
愛知製鋼労働組合	
山陽特殊製鋼労働組合
三菱製鋼労働組合	
日本高周波鋼業労働組合	
東北特殊鋼労働組合
日本冶金工業労働組合	
住友精密労働組合	
大同DMソリューション労働組合
大同テクニカ労働組合	
大阪チタニウムテクノロジーズ労働組合	
大同スターテクノ労働組合
東洋産業労働組合	
虹技労働組合	
日本鋳造労働組合
高周波鋳造労働組合	
大平洋特殊鋳造労働組合	
ヒノデ労働組合
矢作労働組合	
岩手製鉄労働組合	
大同キャスティングス労働組合
- フェロアロイ
  - 日本重化学工業労働組合
  - 新日本電工労働組合
  - 大平洋金属八戸労働組合
  - 屋久島電工労働組合

- 二次加工

日亜鋼業労働組合	
ワイヤーテクノ労働組合	
安田工業労働組合
日鉄ボルテン労働組合	
日鉄精鋼労働組合	
ＮＳ北海製線労働組合
日鉄建材労働組合	
ＪＦＥ建材労働組合	
日鉄神鋼建材労働組合
北海鋼機労働組合	
ニッケン鋼業労働組合	
日鉄ドラム労働組合
ＪＦＥコンテイナー労働組合	
ジャパンペール労働組合	
ＪＦＥ鋼材労働組合
サミットスチール第二ブロック労働組合	
ＪＦＥ商事電磁鋼板労働組合	
スチールセンター労働組合
日鉄めっき鋼管労働組合	
日鉄ステンレス鋼管労働組合	
北日本機械労働組合
日鉄工材労働組合	
ＪＦＥ大径鋼管労働組合	
ＪＦＥ精密労働組合
日鉄電磁労働組合	
丸一ステンレス鋼管労働組合	
日鉄ステンレス加工労働組合　
- 鉄鋼一般

ＪＦＥ物流労働組合	
淀川海運労働組合	
旭梱包運輸労働組合
ＪＦＥミネラル労働組合	
日鉄関西マシニング労働組合	
ＪＦＥプラントエンジ労働組合
日鉄セメント労働組合	
日鉄ビジネスサービス関西労働組合	
日鉄スラグ製品労働組合
ＪＦＥウエストテクノロジー労働組合	
日鉄テクノロジー労働組合連合会	
ＪＦＥメカテクノ労働組合
日鉄鋼管労働組合	
日本コークス工業社員労働組合	
三池港物流社員労働組合
- 鉄鋼関連

日鉄テックスエンジ労働組合連合会	
吉川工業労働組合	
日鉄物流労働組合連合会
濱田重工労働組合	
産業振興労働組合連合会	
三島光産労働組合
アステック入江労働組合	
九築工業労働組合	
上組東海労働組合
上組広畑支店労働組合	
上組大分労働組合	
幌清労働組合
日鉄ファーストテック労働組合	
新和産業労働組合	
濱野鋼業労働組合
大和工業労働組合	
陣上工業労働組合	
富士岐工産名古屋支店労働組合
富士岐工産広畑労働組合	
さくらコーポレーション労働組合	
岡上運輸労働組合
ＮＳＭコイルセンター姫路事業所労働組合	
広築労働組合	
三和興産労働組合
上津運輸労働組合	
山本工作所労働組合	
清新産業労働組合
くろがね工業労働組合	
松田産業労働組合	
戸畑鉄工労働組合
日本磁力選鉱労働組合	
日鉄環境労働組合	
ＪＦＥスチール京浜関連労働組合協議会
福山スチールセンター労働組合	
日通福山鉄鋼運輸労働組合	
上組福山支店労働組合
品川ロコー労働組合	
三平興業労働組合	
品川メンテナンス労働組合
ＪＦＥ福山ポートサービス労働組合	
湊組労働組合	
鴻池運輸和歌山労働組合
濱本ジェネラルコーポレーション労働組合	
三輪運輸工業労働組合	
シマブン労働組合
日清鋼業労働組合	
神鋼物流労働組合	
コベルコＥ＆Ｍ労働組合
京瀧労働組合	
太華工業労働組合	
徳山興産労働組合
みうら労働組合	
末武工業所労働組合
- 総合重工
  - 三菱重工グループ労働組合連合会
  - 川崎重工労働組合
  - ＩＨＩ労働組合連合会
  - 住友重機械労働組合連合会
  - 三井Ｅ＆Ｓ労働組合連合会
  - キャタピラー日本労働組合
  - カナデビア労働組合

- 造船

佐世保重工労働組合	
大島造船労働組合	
名村造船労働組合
新来島サノヤス造船労働組合	
内海造船労働組合	
尾道造船労働組合
神田ドック労働組合	
新来島豊橋造船労働組合	
新笠戸ドック労働組合
臼杵造船労働組合	
サンセイ労働組合	
函館どつく労働組合
新来島宇品どっく労働組合	
前畑造船労働組合	
ふくおか渡辺造船労働組合
伊藤鉄工造船労働組合	
ジャパン マリンユナイテッド労働組合連合会	
興進産業労働組合
四国ドック労働組合
- 機器

ＩＨＩ運搬機械労働組合	
ＩＨＩアグリテック労働組合	
ＩＨＩ回転機械エンジニアリング労働組合
ＩＨＩターボ労働組合	
川重冷熱労働組合	
三菱長崎機工労働組合
ダイクレ労働組合連合会	
ケージーエム労働組合	
ニッチツ労働組合
帝人エンジニアリング労働組合	
ＩＨＩ機械システム労働組合	
ＩＨＩ建材工業労働組合
協和機工労働組合	
相浦機械労働組合	
吉田海運労働組合
ＩＨＩ原動機労働組合	
新潟トランシス労働組合	
ＪＦＥエンジニアリング労働組合
ＩＨＩキャスティングス労働組合	
エア・ウォーター防災労働組合	
川崎エンジニアリング労働組合
川重車両コンポ労働組合	
川崎油工労働組合	
ＩＨＩエアロマニュファクチャリング労働組合
ＩＨＩグループ労働組合連合会兵庫地方連絡会	
ニデックマシンツール労働組合	
カナデビアグループ労働組合連合会
- エンジニアリング

中菱エンジニアリング労働組合	
ＭＨＩパワーエンジニアリング労働組合	
ＭＨＩ ＮＳエンジニアリング労働組合
川重岐阜エンジニアリング労働組合	
三菱重工交通・建設エンジニアリング労働組合	
東航エンジニアリング労働組合
名村情報システム労働組合	
菱機エンジニアリング労働組合	
ＭＨＩソリューションテクノロジーズ労働組合
三菱重工マシナリーテクノロジー労働組合	
エムエイチアイマリンエンジニアリング労働組合	
三菱重工コンプレッサ労働組合
三菱重工パワーインダストリー労働組合	
三菱重工環境・化学エンジニアリング労働組合	
三菱重工機械システム労働組合
エム・エイチ・アイさがみハイテック労働組合	
三菱重工パワー精密鋳造労働組合	
ＭＨＩ下関エンジニアリング労働組合
三菱重工マリタイムシステムズ労働組合
- 非鉄総合
  - 三菱マテリアル労働組合総連合会
  - 住友金属鉱山労働組合総連合会
  - 三井金属鉱業労働組合連合会
  - ＤＯＷＡ労働組合連合会
  - ＪＸ金属労働組合
  - 東邦亜鉛労働組合

- 非鉄関連

ＪＸ金属苫小牧ケミカル労働組合	
北海道石灰化工労働組合	
八幡平グリーンエナジー労働組合
細倉鉱山労働組合	
ダイヤメット労働組合	
日昭丸運労働組合
三井住友金属鉱山伸銅労働組合	
アルテミラ製缶労働組合	
昭和ＫＤＥ労働組合連合会
ＪＸ金属コイルセンター労働組合	
ＪＸ金属三日市リサイクル労働組合	
日本精鉱中瀬労働組合
カルファイン労働組合	
ＪＸ金属製錬ロジテック労働組合	
ケイミューシポレックス労働組合
- 建設

東亜道路労働組合	
第一建設工業労働組合	
不動テトラ労働組合
大末建設労働組合	
全大有労働組合	
建研労働組合
日本海上工事労働組合	
ＳＭＣプレコンクリート社員組合	
- 独立

ＪＴＥＸユニオン	
山九労働組合連合会	
ＳＵＭＣＯグループ労働組合連合会
エクサ労働組合	
日本鋼管病院労働組合	
グローリー労働組合協議会
ＪＦＥシステムズ労働組合	
ＵＡＣＪ労働組合	
太平印刷労働組合
ＫＭＣＴ労働組合	　
以上、253団体（2025年1月時点）

## 組織内議員
参議院議員選挙においては、3年ごとにものづくり産業労働組合と相互推薦する形で組織内候補を擁立している。
2019年の第25回参議院議員通常選挙までは国民民主党を支持していたが、2022年の第26回参議院議員通常選挙より選挙に「絶対に勝たなくてはならない」として政策面では隔たりのある、立憲民主党へ鞍替えした。
参議院議員
- 村田享子（比例区）